# Eunice Arruda
Eunice Carvalho de Arruda (Santa Rita do Passa Quatro, 15 de agosto de 1939 - São Paulo, 21 de março de 2017) foi uma poeta brasileira. 
Graduou-se em Serviço Social pela Pontifícia Universidade Católica de São Paulo, onde também fez pós-graduação em Comunicação e Semiótica. Participou do espetáculo Poetas na Praça (1975), com Ilka Brunhilde Laurito. Foi diretora e primeira-secretária da União Brasileira de Escritores

## Obras
- 1960 - É tempo de noite. São Paulo, Massao Ohno
- 1963 - O chão batido. São Paulo, Coleção Literatura Contemporânea, nº 7
- 1963 - Outra dúvida. Lisboa, Panorâmica Poética Luso-Hispânica
- 1964 - As coisas efêmeras. São Paulo, Ed. do Brasil
- 1973 - Invenções do desespero. São Paulo, edição da autora
- 1976 - As pessoas, as palavras. São Paulo, Ed. de Letras e Artes
- 1981 - Os momentos. São Paulo, Nobel/Secretaria de Estado da Cultura
- 1986 - Mudança de lua. São Paulo, Scortecci
- 1990 - Gabriel, São Paulo, Massao Ohno
- 1998 - Risco. São Paulo, Nankin Editorial (Prêmio Fernando Pessoa da União Brasileira de Escritores)
- 1999 - À Beira. Rio de Janeiro, Blocos
- 2003 - Há estações (haicai). São Paulo, Escrituras Editora – selo Programa Nacional do Livro Didático
- 2008 - Olhar
- 2010 - Debaixo do sol
- 2012 - Poesia reunida. São Paulo, Ed. Pantemporâneo[4][5]
- 2015 - Tempo Comum. São Paulo, Ed. Pantemporâneo
- 2019 - Visível ao Destino – Obra completa e inéditos. Ed. Patuá